# توماس پوزی
توماس پوزی (به انگلیسی: Thomas Posey) سناتور سابق عضو حزب دموکرات-جمهوری‌خواه بود. وی در سال ۱۸۱۲ تا ۱۸۱۳ میلادی سناتور ایالت لوئیزیانا در سنای ایالات متحده آمریکا بود.